# Блументаль (Шлезвіг-Гольштейн)
Блументаль (нім. Blumenthal) — громада в Німеччині, розташована в землі Шлезвіг-Гольштейн. Входить до складу району Рендсбург-Екернферде. Складова частина об'єднання громад Мольфзе.
Площа — 7,8 км2. Населення становить 683 ос. (станом на 31 грудня 2020).